# Osechki
Osechki (del ruso: Осечки) es un jútor del raión de Dinskaya del krai de Krasnodar del sur de Rusia. Está situado en la confluencia del río Osechki en el Ponura, afluente del río Kirpili, 28 km al noroeste de Dinskaya y 24 km al norte de Krasnodar, la capital del krai. Tenía 274 habitantes en 2010.
Pertenece al municipio Novotítarovskoye.